# فرانسيس لورانس
 فرانسيس لورانس (بالإنجليزية: Francis Lawrence)‏ (26 مارس 1970) هو مخرج أفلام ومخرج أغاني مصورة أمريكي.

## حياته
ولد في فيينا في النمسا والده مدرس فيزيائي في جامعة كاليفورنيا، فرانسيس انتقل إلى لوس أنجلوس عندما كان في الثالثة وقد حصل على رتبة بكالاريوس في إنتاج الأفلام من جامعة ماري مونت عدا عن ذلك عمله مع العديد من النجوم والمشاهير في هوليود وإنتاج العديد من الأغاني المصورة التي لاقت نجاحا كبيرا.

## أعماله

### أفلام
| السنة | عنوان الفلم                                 | ملاحظات    |
| ----- | ------------------------------------------- | ---------- |
| 1993  | Marching Out of Time                        | مساعد مخرج |
| 2005  | قسطنطين                                     | مخرج       |
| 2007  | أنا أسطورة                                  | مخرج       |
| 2011  | ماء للفيلة (فيلم)                           | مخرج       |
| 2013  | مباريات الجوع: ألسنة اللهب                  | مخرج       |
| 2014  | مباريات الجوع: الطائر المقلد - الجزء الأول  | مخرج       |
| 2015  | مباريات الجوع: الطائر المقلد - الجزء الثاني | مخرج       |
| 2018  | العصفور الأحمر                              | مخرج       |

## حياته العملية
قام بإخراج العديد من الأفلام السينمائية الناجحة مثل :
كما قام بإخراج العديد من الأغاني المشهورة منهم أغنية باد رومانس للمغنية الأمريكية ليدي غاغا .. حيث حازت هذه الأغنية على الكثير من الجوائز وحققت نجاحا باهرا ... اخذت جائزة أفضل فيديو راقص ...كما أنها حازت على الفيديو الأكثر مشاهدة على موقع اليوتيوب

## روابط خارجية
- فرانسيس لورانس على موقع IMDb (الإنجليزية)
- فرانسيس لورانس على موقع مونزينجر (الألمانية)
- فرانسيس لورانس على موقع ألو سيني (الفرنسية)
- فرانسيس لورانس على موقع ميوزك برينز (الإنجليزية)
- فرانسيس لورانس على موقع أول موفي (الإنجليزية)
- فرانسيس لورانس على موقع بوكس أوفيس موجو (الإنجليزية)
- فرانسيس لورانس على موقع قاعدة بيانات الأفلام السويدية (السويدية)
- فرانسيس لورانس على موقع ديسكوغز (الإنجليزية)
- فرانسيس لورانس على موقع قاعدة بيانات الفيلم (الإنجليزية)
- فرانسيس لورانس على موقع كينوبويسك (الروسية)